# Президентски избори в Иран (2021)
Президентските избори в Иран през 2021 г. се провеждат на 18 юни. Настоящият президент на Иран няма право да се кандидатира, тъй като е на поста два поредни мандата. Проучванията на общественото мнение показват, че Ебрахим Раиси, който е консервативен шиитски духовник и оглавява съдебната власт, ще победи на изборите. За негов основен съперник се сочи умереният бивш управител на Централната банка – Абдолнасер Хемати. Освен тях двамата в надпреварата за поста участват също 66-годишният секретар на Съвета за целесъобразност, който съветва Върховния лидер, Мохсен Резай, както и 50-годишният хирург и отскоро първи заместник-председател на парламента Амирхосеин Хашеми.
Изборите са спечелени от Ебрахим Раиси.